# Basílica dels Sants XII Apòstols
La Basílica dels Sants xii Apòstols és un lloc de culte catòlic, situat al centre històric de la ciutat de Roma, al barri de Trevi. Té la dignitat de basílica menor.

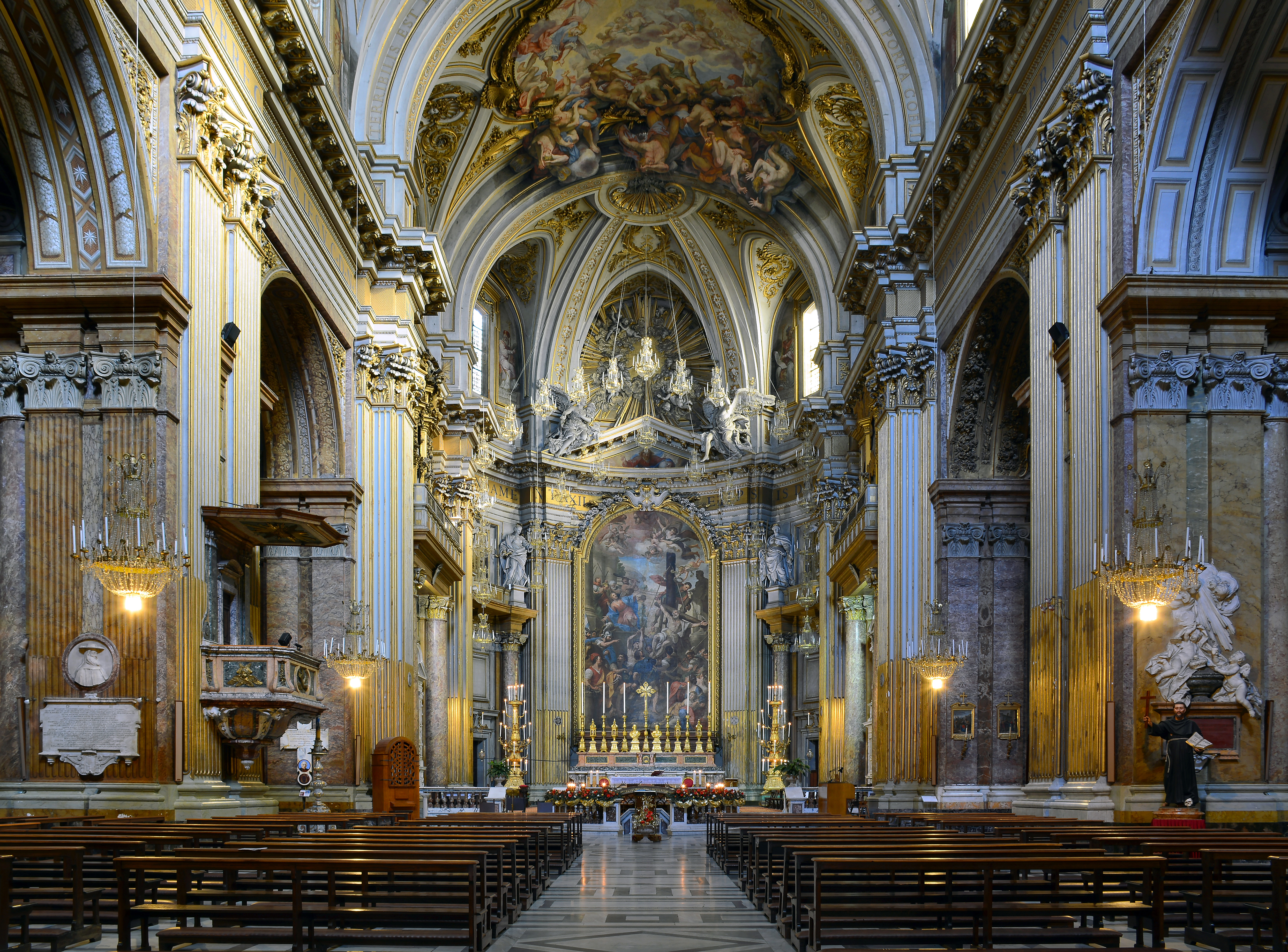
L'interior de la basílica

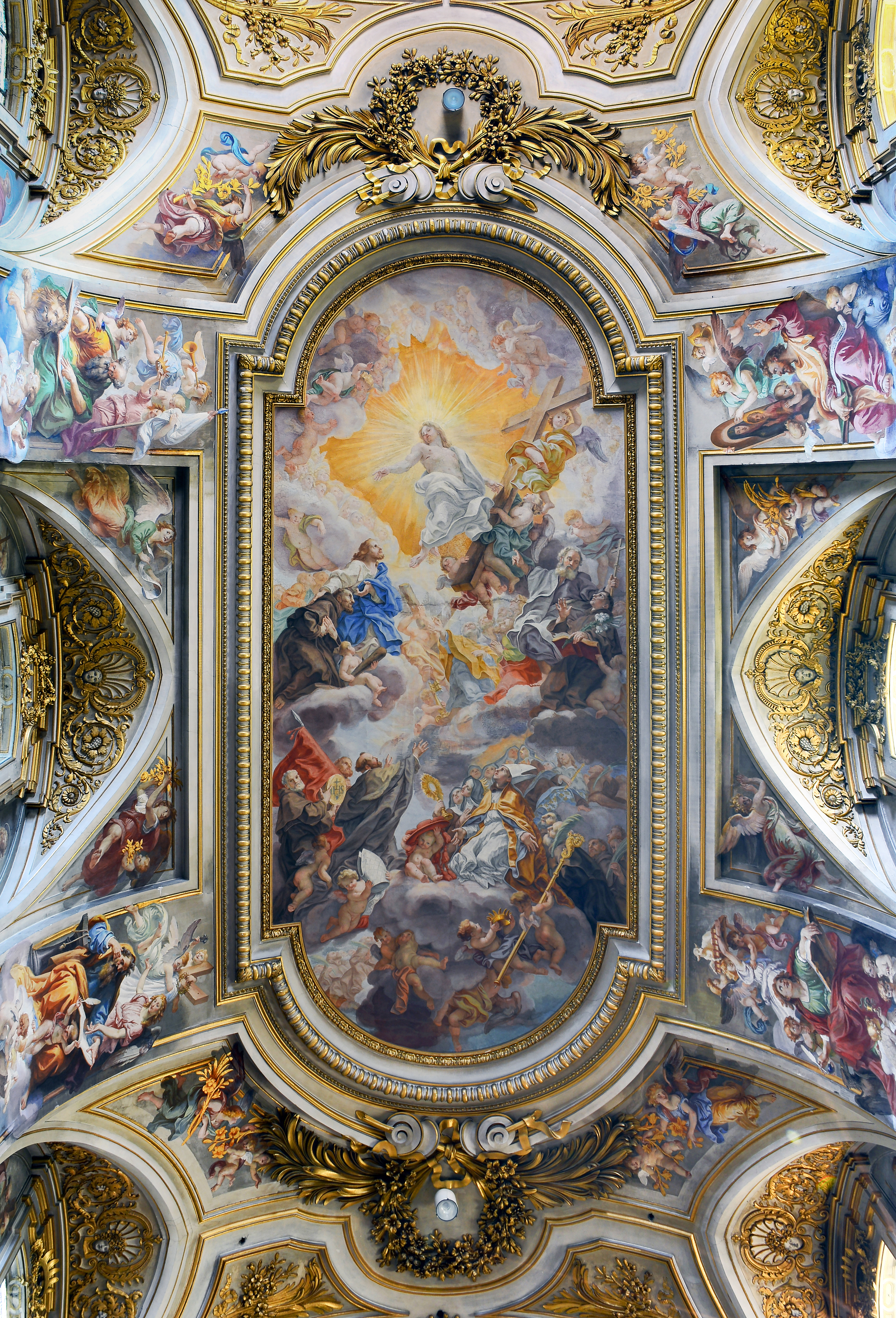
La volta vista des dels confessionaris

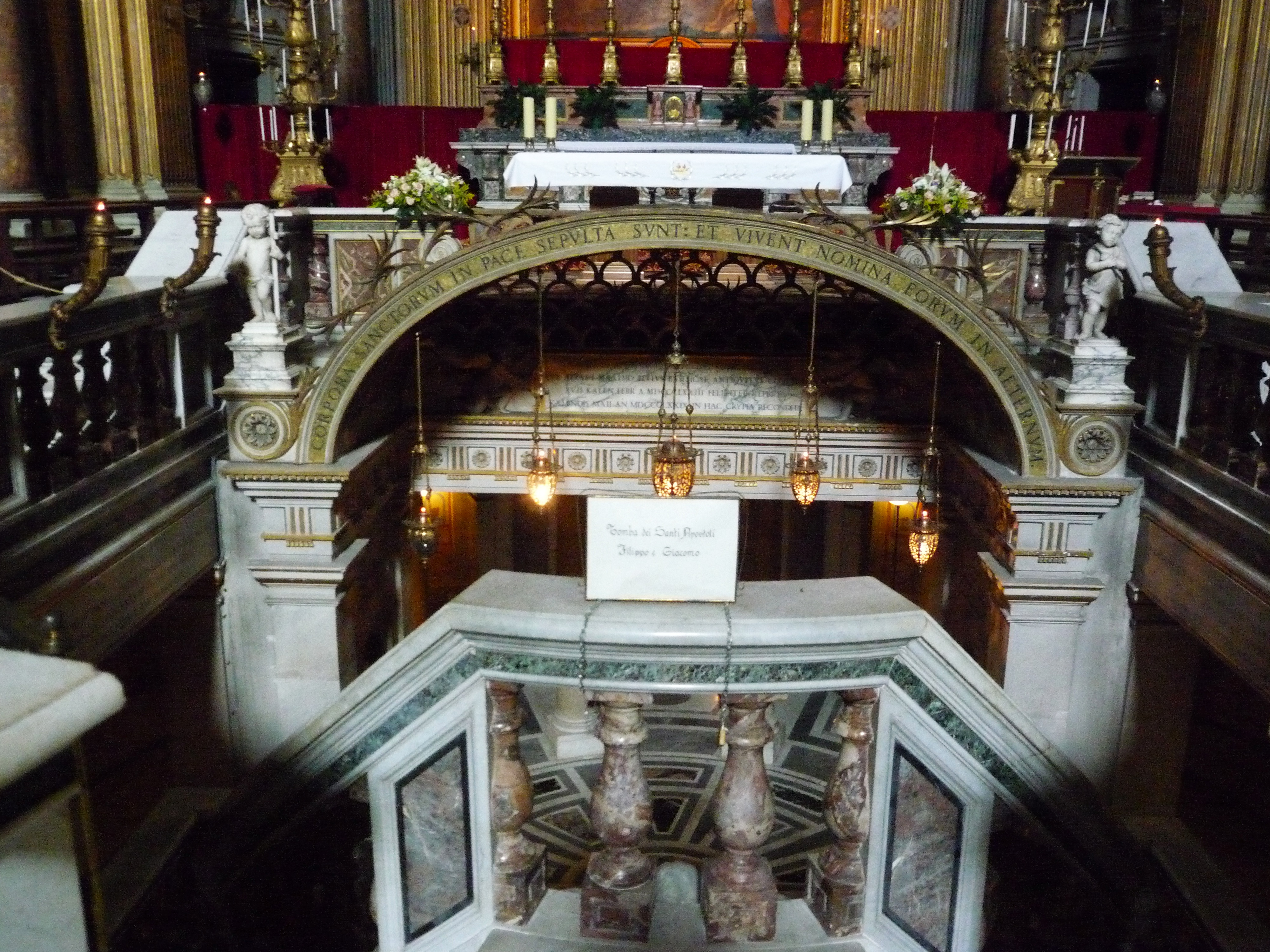
L'accés a la cripta

## Història
La basílica, fundada durant l'època romana d'Orient pel papa Pelagi I a l'època de Narses (segle vi), conserva les relíquies dels apòstols Felip i Jaume. És l'única basílica de Roma que no està construïda sobre edificis romans ja existents, tot i que es van fer servir des de l'inici materials d'espoli, originaris probablement de les termes de Constantí i no, com diu la llegenda, del forum de Trajà.
El model arquitectònic de l'església original és de l'Apostoleion de Constantinoble, de planta central.
El 1348 va ser destruïda per un terratrèmol, i no va ser restaurada fins al segle xv, a iniciativa del papa Martí V, que formava part de la família Colonna, que habitava des de segles a la zona. Al segle xv es va construir igualment el pòrtic de la façana davantera, i l'absis va ser decorat amb un fresc grandiós de L'Ascensió, obra de Melozzo da Forlì, els fragments del qual estan dividits actualment entre els Museus Vaticans i el Palau del Quirinal a causa d'una remodelació feta al segle xviii. Aquest fresc, notable pel seu ús magistral de la perspectiva de baix a dalt, exercí una gran influència en Michelangelo Buonarroti quan aquest pintava els frescs de la Capella Sixtina, en particular el Crist del Judici Final.
El 1702, el papa Climent XI encarregà la restauració íntegra de l'edifici, que va ser feta per diversos arquitectes, entre els quals hi ha Carlo Fontana, el seu fill Francesco, Ludovico Rusconi Sassi i Nicola Michetti. La nova església va ser consagrada pel Papa Benet XIII el 17 de setembre de 1724.
La caiguda dels àngels rebels, de Giovanni Odazzi, sobre el presbiteri, és impressionant per l'efecte visual que produeix. Però les dues obres més notables són el magnífic fresc del sostre, El triomf de l'orde franciscà, de Baciccio (1707), i el monumental sepulcre del papa Climent XIV, obra d'Antonio Canova (1787). El sostre de la sagristia va ser decorat pel venecià Sebastiano Ricci.
Des de 2008 són visibles els frescs de la capella Bessarione, en un espai situat entre l'església i el palau adjacent, atribuïts a Antoniazzo Romano, Melozzo da Forlì i els seus tallers. Aquest espai va ser descobert casualment el 1959 durant unes obres realitzades al palau, car la capella haviat sigut tapiada uns segles.

## Descripció

### Arquitectura
Al costat del Palau Colonna, la basílica té el pòrtic del segle xv que amaga la façana neoclàssica de Giuseppe Valadier. El darrer pis de la façana també és neoclàssic, amb grans finestrals, on Giovanni Torlonia, llavors encara duc, va voler que quedés memòria del seu discurs del 1827: «IOANNES DVX TORLONIA FRONTEM PERFECIT A D MDCCCXXVII».
A l'interior, caracteritzat per una arquitectura solemne i sever, es poden admirar les obres de Antoniazzo Romano, Benedetto Luti, Giuseppe Cades La basílica està dividida en tres naus, dividides per una filera de columnes corínties, sostenint el sostre, al mig del qual hi ha pintat "El triomf de l'orde franciscà".
A la dreta de l'altar major hi ha les tombes del comte Giraud de Caprières (mort el 1505) i del cardenal Raffaele Riario (mort el 1474), que es van voler atribuir a Michelangelo. A l'esquerra hi ha un monument al cardenal Riario, de l'escola d'Andrea Begno, possiblement dissenyades per ell mateix. També hi ha una Madonna de Mino da Fiesole. A més, a la basílica estan enterrats els cardenals Joan Bessarió, Lorenzo Brancati, Agostino Casaroli i el compositor Girolamo Frescobaldi.
Al mur a la dreta del pòrtic de l'església antiga, hi ha un antic baix relleu d'una àliga que porta una corona de fulles de roure als talons. Al davant hi ha el monument al gravador Giovanni Volpato, executat pel seu amic Antonio Canova. Consisteix en un llarg baix relleu representant l'Amistat en la forma d'una dona plorant davant del bust del difunt Volpato.
En un peu de la nau al costat dret, prop de la primera capella, hi ha consagrat el cor de Maria Klementyna Sobieska, esposa del vell pretendent James Francis Edward Stuart. La seva tomba està a la Basílica de Sant Pere. El monument és de Filippo della Valle. James Stuart hi anava a resar cada matí, i hi va ser enterrat el 1766, fins que finalment va ser traslladat amb la seva esposa a Sant Pere.
L'àmplia cripta sota l'altar major, construïda per Luigi Carimini entre 1869 i 1871, reuneix les restes dels apòstols Felip i Jaume, conjuntament amb relíquies d'altres màrtirs i les tombes de la família Riario, en el seu temps propietaris del presbiteri. Les pintures al temple del deambulatori estan inspirades en les catacumbes de Sant Calixt i de Domitila.

### Els frescos de Melozzo da Forli

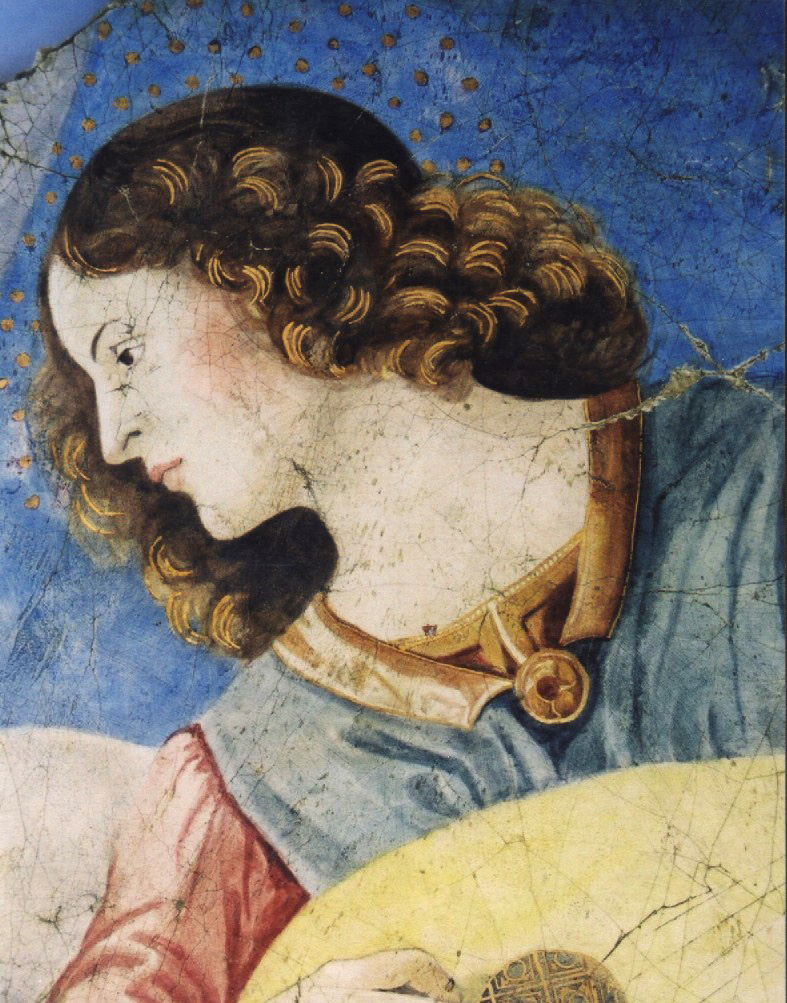
Un fragment del fresc retirat de Melozzo da Forlì

Melozzo da Forlì pintà al sostre de la gran capella L'Ascensió de Nostre Senyor. Segons Giorgio Vasari, la figura del Crist està tan admirablement escorçada que sembla perforar la volta; i de la mateixa manera es veuen els àngels escombrant per l'aire en dues direccions oposades. La pintura va ser executada pel cardenal Riario, nebot de Sixt IV, vers el 1472.
Durant la dramàtica renovació del temple, va ser retirada i situada al Palau del Quirinal el 1711, on encara es pot admirar, amb la inscripció Opus Melotii Foroliviensis, qui summos fornices pingendi artem vel primus invenit vel illustravit. Diversos dels caps dels apòstols que l'envoltaven i que possiblement van ser tallats, van ser enviats al palau del Vaticà.

### Capelles
Les dotze capelles en total, amb tres més en forma de cúpula a cada costat, estan adornades amb marbres i pintures. La pintura de la primera capella a la dreta és de Nicola Lapiccola, i la de la següent, de Corrado Giaquinto. La Capella de Sant Antoni conté vuit columnes de marbre i una pintura de Benedetto Luti.
La primera capella a la dreta és la Capella de la Immaculada. Té una Madonna del segle xv donada pel cardenal Bessarió (1403-1472).
La Capella de la Crucifixió, al costat dret, està dividia en una nau i dos passadissos. Les vuit columnes són de l'església del segle vi. A la capella es troba tomba de Raffaele della Rovere (mort el 1477), germà de Sixt IV i pare de Juli II. Va ser dissenyada per Andrea Bregno.
La cripta va ser construïda el 1837. Durant la construcció es van redescobrir les relíquies de Jaume i Felip, les quals van ser portades des de les catacumbes durant el segle xi per protegir-les dels invasors. Les pintures de les parets són reproduccions de les antigues pintures de les catacumbes. Una inscripció explica que el papa Esteve IV caminà el 886 des de les catacumbes fins a l'església portant les relíquies als seus braços. La resta de capelles van ser decorades entre 1876 i 1877.
Climent IV està enterrat a la darrera capella del costat esquerre, prop de la porta de la sagristia. La tomba neoclàssica és obra d'Antonio Canova, i va ser construïda entre 1783-1787. Al costat de l'estàtua del papa hi ha dues figures que representen la Temprança i la Clemència. Va ser el primer gran treball de Canova a Roma.
Davant la sagristia està la capella de Sant Francesc, pintada per Giuseppe Chiari. El Descendiment de la Creu, sobre l'altar de la darrera capella, és una obra famosa de Francesco Manno.

### La capella de Bessarió
Des del 2008, mitjançant una escletxa entre l'església i un edifici són visibles alguns frescs de la Capella Bessarió, atribuïts a Melozzo da Forlì, Antoniozzo Romano i els seus tallers. Queden dues escenes de Sant Miquel Arcàngel i part d'un cor d'àngels. El pas va ser descobert accidentalment el 1959 per Clemente Busiris Vici durant les tasques de manteniment realitzats al contigu Palau Colonna. La capella, amb les pintures molt malmeses per les inundacions del Tíber i pel saqueig de Roma va quedar pràcticament bloquejada amb la construcció de la capella Odescalchi el 1719-23.

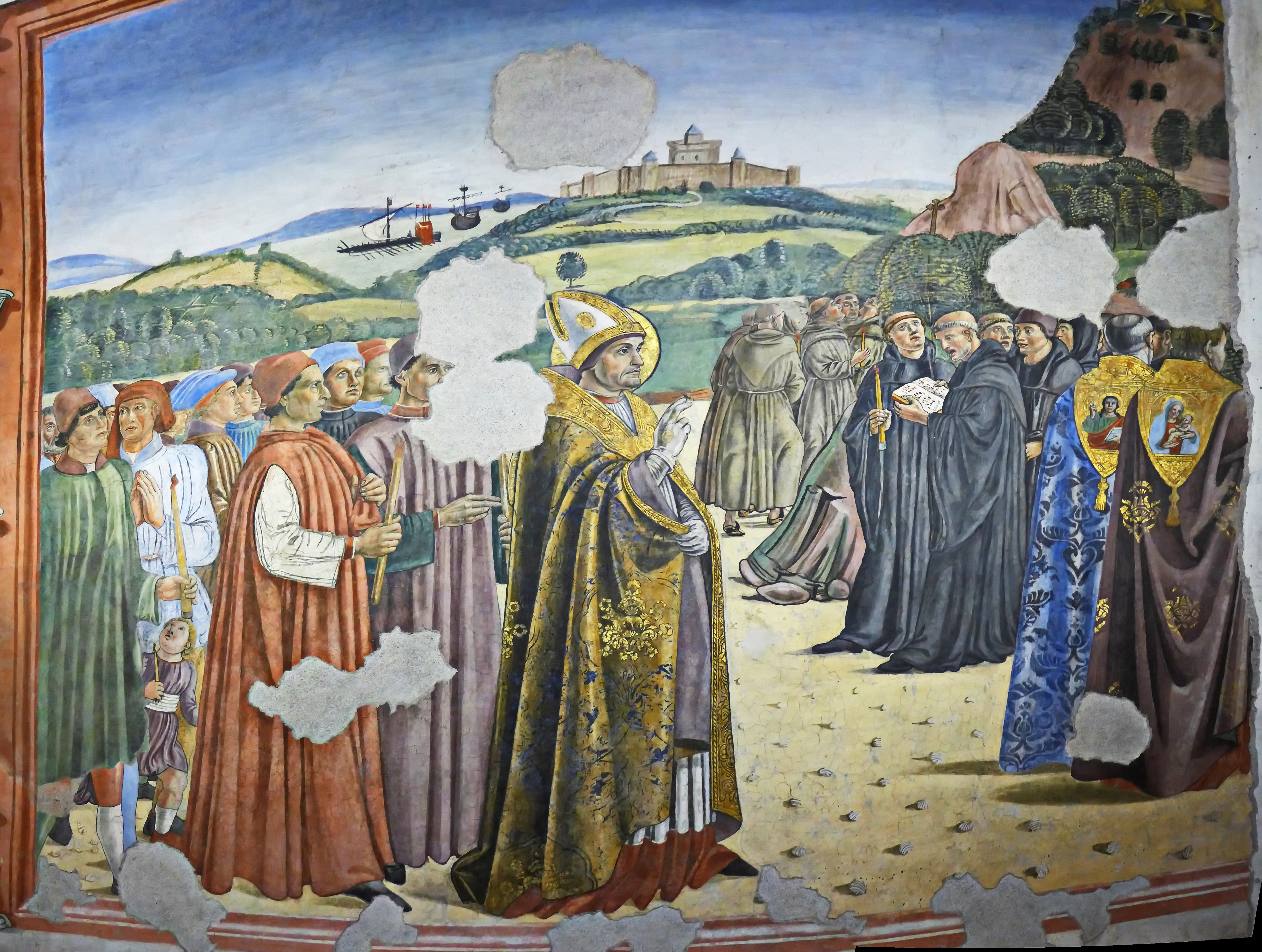
Bessarione. L'isola sullo sfondo è il Mont-Saint-Michel
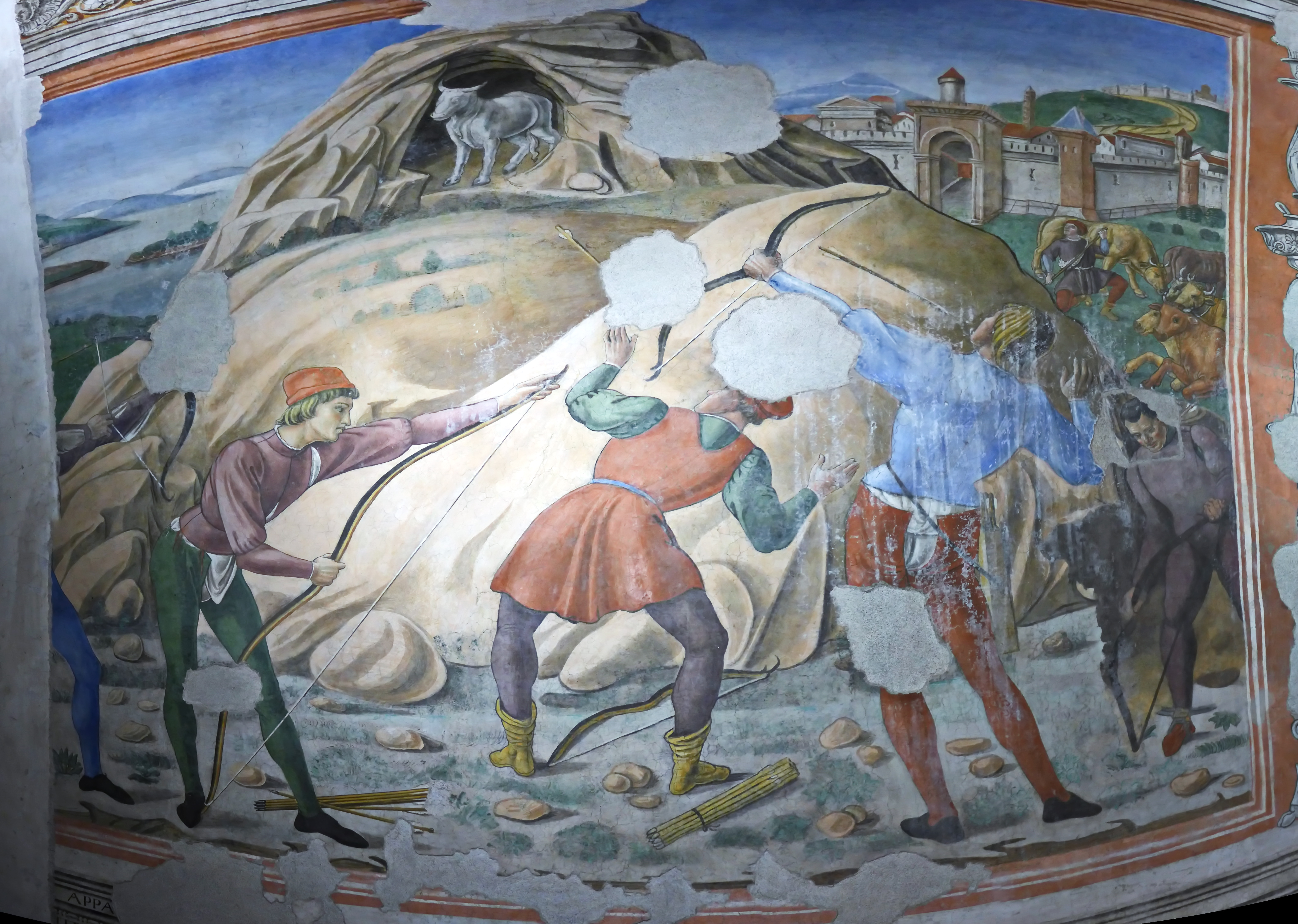
Capella Bessarió - S Michele di Siponto
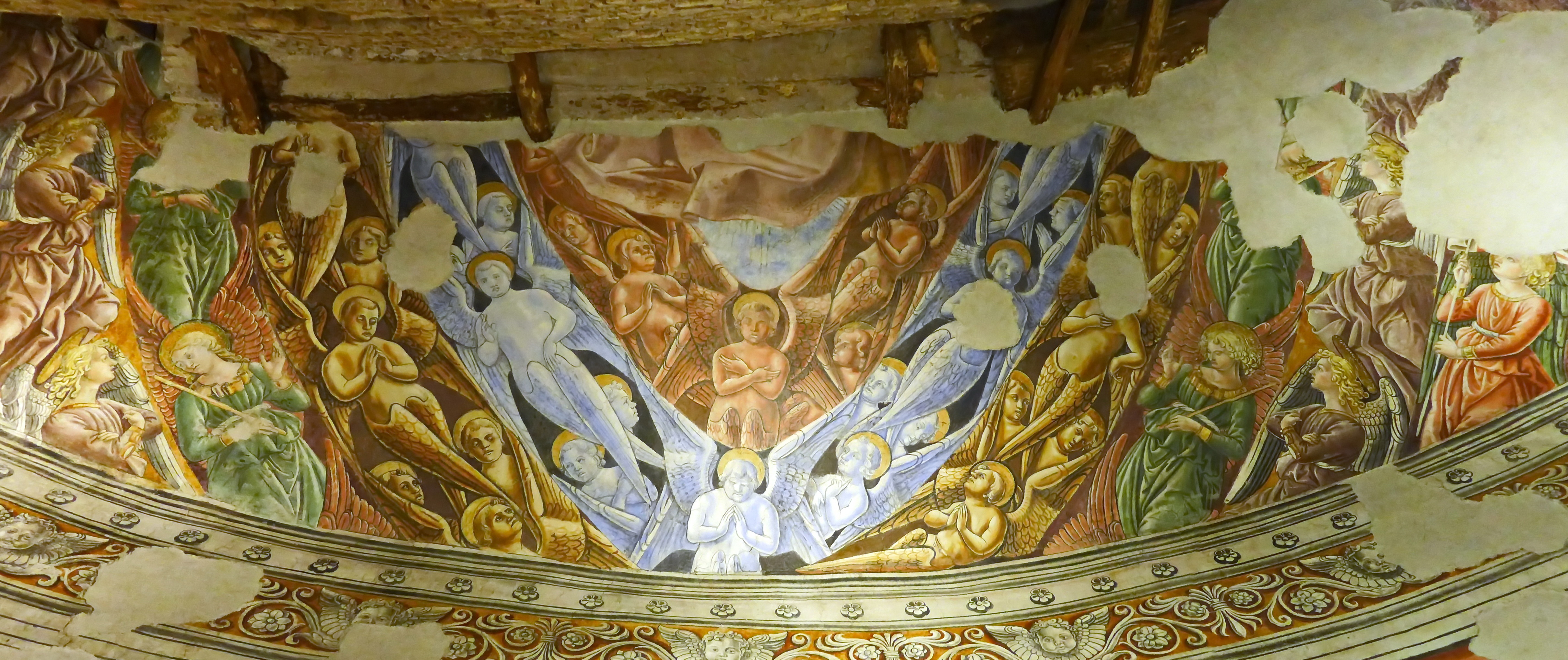
Capella Bessarió - Coro degli Angeli

Aquesta capella va ser construïda a mitjan segle xv pel cardenal Bessarió, amb frescs atribuïts a Antoniazzo Romano i Melozzo da Forlì. Al sostre es pot admirar el cor d'àngels i a la dreta i a l'esquerra de la capella hi ha dos frescs que donen un testimoni important de pintura renaixentista. El Cor d'Àngels de la volta ha pràcticament desaparegut. Els dos frescs de la part superior de l'absis mostren escenes on apareix l'arcàngel Sant Miquel com a protector contra el mal. El fresc de l'esquerra representa la ciutat de Siponto nel Gargano, envoltada de muralles i amb l'arcàngel amb l'aparença d'un brau que lluita contra el mal. A l'escena de l'esquerra, mig conservada, es veu el Mont Sant Michel a la part superior esquerra i, en primer pla, el bisbe d'Avranches Sant Aubert, amb les robes episcopals enmig d'una processó solemne, acompanyat de dos dignataris eclesiàstics. A la dreta, hi ha sis frares franciscans i cinc basilians. El sant mostra les faccions del rei de França Lluís XI. Els dos dignataris són Francesco della Rovere, el futur Sixt IV, i Giuliano della Rovere, futur Juli II.

## El títol cardenalici dels SantsxiiApòstols
El títol cardenalici dels Sants xii Apòstols, un dels més antics i prestigiosos, va ser creat l'any 112 pel papa Evarist, originàriament amb el nom dels sants Felip i Jaume (els dos apòstols que, segons la tradició, estan sepultats a la basílica), i successivament confirmat pel papa Pelagi I al 555 i posteriorment per Joan III, que al 560 modificà el nom pel dels Sants XII Apòstols, quan consagrà l'església de nova erecció l'1 de maig d'aquell any. Durant un temps el títol estava col·legiat a la basílica de Santa Maria la Major, i els seus preveres celebraven la missa per torns.

### Cardenals titulars
- Epifanio (494-?)
- Agapito (o Rustico) (530?-535)
- Andromaco (590-?)
- Marino (731-?)
- Giovanni (964-inicis de 993)
- Giovanni (993-?)
- Bernardo (ca. 1067-inicis de 1073)
- Giovanni (ca. 1073-inicis de 1099)
- Gregorio Gaetani (1099-ca. 1102)
- Gregorio Conti (1102- 1112 deposat)[9]
- Ugo Visconti (ca. 1112-1121)
- Gregorio Conti (segona ocasió) (1122 - 1130, reintegrat pel Papa Calixt II, deposat per Innocenci II)[9]
- vacante (1130 - 1138)
- Gregorio Conti (tercera ocasió) (1138 - 1139, reintegrat i deposat pel Papa Innocenci II)[9]
- Alberto (da Monte Sacrato) (1152-ca. 1156)
- Ildebrando Grassi, Can.Reg. (1157-1178)
- Ildeberto (1179-ca. 1182)
- Pandolfo Masca (1182-1201)
- Stefano di Ceccano, O.Cist. (1213-1227)
- Guillaume de Talliante, O.S.B. (1244-1250)
- Annibale d'Annibaldeschi de Molaria (o Annibaldo, o Annibaldi della Molara), O.P. (1262-1272)
- Gerardo Bianchi, O.Cist. (1278-1281)
  - Pietro Colonna in commendam (1288 - 1294)
- Imbert Dupuis (o Hubert) (1327-1348)
- Pectin de Montesquieu (o Montesquiou) (1350-1355)
- Pierre de la Foret (o Forest, o Laforest), O.S.B. (1356-1361)
- Bernard du Bosquet (1368-1371)
- Robert de Ginebra (1371-1378)
- Jan Očko z Vlašimi (1378-1380)
  - Fernando Pérez Calvillo (1397-1404), pseudocardenal de l'antipapa Benet XIII
- Pietro Filargo di Candia (o Filarete, o Filargos), O.Min. (1405-1409 antipapa amb el nom d'Alexandre V)
  - Louis de Bar (1409-1412) (pseudocardenal de l'antipapa Benet XIII
- Giovanni Bessarione (1440-1449)
  - Giovanni Bessarione in commendam (1449-1471)
  - Pietro Riario, O.F.M.Conv., in commendam (1471-1474)
  - Giuliano della Rovere, in commendam (1474-1503)
- Clemente Grosso della Rovere, O.F.M.Conv. (1503-1504)
- Leonardo Grosso della Rovere (1505-1508)
- Francesco Soderini (1508-1511)
- Niccolò Fieschi (1511-1517)
- Pompeo Colonna (1517-1524)
- Vacante (1524-1532)
- Alfonso de Manrique (1532-1538)
- Pedro Sarmiento (1538-1541)
- Miguel de Silva ([1542]-1543)
- Durante de Duranti (1545-1558)
- Markus Sitticus von Hohenems (o Altemps) ([1561]-1565)
- Marco Antonio Colonna (1565-1580)
- Vacante (1580-1585)
- Rodrigo de Castro (1585-1600)
- François d'Escoubleau de Sourdis (1600-1606)
- Domenico Ginnasi (1606-1624)
- Desiderio Scaglia, O.P. (1626-1627)
- Vacante (1627-1634)
- Francesco Maria Brancaccio (1634-1663)
- Paluzzo Paluzzi Altieri Degli Albertoni (1666-1681)
- Lorenzo Brancati, O.F.M.Conv. (1681-1693)
- Vacante (1693-1698)
- Giorgio Cornaro (1698-1722)
- Benedetto Odescalchi-Erba (1725-1740)
- Domenico Riviera (o Rivera) (1741-1752)
- Henry Benedict Stuart duc de York (1752-1759); 
  - Henry Benedict Stuart in commendam (1759-1762)
- Lorenzo Ganganelli, O.F.M.Conv. (1762-1769) elegit papa Climent XIV (1769 - 1774)
- Francisco de Solís Folch de Cardona (1769-1775)
- Giovanni Archinto (1776-1795)
- Francisco Antonio de Lorenzana y Butrón (1797-1804)
- Dionisio Bardaxí y Azara (1816-1822)
- Carlo Odescalchi (1823-1833)
- Francesco Serra-Cassano (1833-[1850])
- Antonio Francesco Orioli, O.F.M.Conv. (1850-1852)
- Giusto Recanati, O.F.M.Cap. (1853-1861)
- Antonio Maria Panebianco, O.F.M.Conv. (1861-1885)
- José Sebastião d'Almeida Neto, O.F.M. (1886-1920)
- Pietro La Fontaine (1921-1935)
- Ignace Gabriel I Tappouni (1935-1965)
- Francesco Roberti (1967-1977)
- Agostino Casaroli (1979-1985); in commendam (1985-1998)
- Giovanni Battista Re (2001-2002)
- Angelo Scola (2003-…)